# Estádio Davino Matos
Estádio Davino Matos – stadion piłkarski, w Guarapari, Espírito Santo, Brazylia, na którym swoje mecze rozgrywa klub Guarapari Esporte Clube.